# Henry Bailey
Henry Bailey (Condado de Colleton, 24 de abril de 1893 — Walterboro, 1 de novembro de 1972) foi um atirador esportivo estadunidense. Ele foi campeão olímpico na categoria de tiro rápido 25 metros masculino nos Jogos Olímpicos de Verão de 1924 em Paris.